# Friesea sublimis
Friesea sublimis is een springstaartensoort uit de familie van de Neanuridae. De wetenschappelijke naam van de soort is voor het eerst geldig gepubliceerd in 1921 door Macnamara.